# Aina Muceniece
Aina Muceniece (23 de marzo de 1924 - 14 de febrero de 2010), fue una inmunóloga de Letonia y fundadora de la viroterapia práctica del cáncer que descubrió que un echovirus podría ser un tratamiento útil para el melanoma.

## Biografía
Aina Muceniece nació en Katlakalns suburbio de Riga, Letonia. Se graduó en 1941 en la Escuela de Comercio de Vilis Olavs en Riga y trabajó como enfermera durante la Segunda Guerra Mundial en Yaroslavl, URSS. Después de la guerra, estudió medicina en la Universidad de Letonia, donde obtuvo un doctorado en 1974. Muceniece logró la habilitación en 1992.
La carrera científica de Muceniece comenzó en el Instituto de Microbiología August Kirhenstein, Academia de Ciencias de Letonia (en letón: LZA Augusta Kirhenšteina Mikrobioloģijas institūts), primero como asistente de laboratorio, y luego como investigador asociado. El laboratorio de Muceniece comenzó a estudiar enterovirus en la década de 1960, y la investigación condujo a la identificación de un echovirus que tenía un posible uso para tratar el melanoma, que se convirtió en RIGVIR. La producción y la investigación se suspendieron en 1999 y se reiniciaron después del registro nacional en Letonia en 2004.
Muceniece también trabajó en el Hospital clínico universitario Pauls Stradins y en el Centro Nacional de Oncología como consultora de inmunología desde 1977 hasta 2003.
En 2002 fue nombrada miembro honoraria de la Asociación de Oncólogos de Letonia. En el 2005, Muceniece recibió la Cruz de Reconocimiento por su meritorio servicio a la República de Letonia.
Antes de morir en 2010, publicó 190 artículos y tres monografías.

## Publicaciones
- A.Muceniece, N.Pakalniņš. Вирусные нейроинфекции Коксаки и ЕСНО. 1964, Riga: Editorial de la Academia de Ciencias de Letonia, 129 páginas.
- A.Muceniece. Онкотропизм вирусов и проблема виротерапии злокачественных опухолей. 1972, Riga: Publishing House Science, p.
- A.Muceniece, A.Ferdats. Virología (Manual). 1985, Riga: editorial Zvaigzne, 200 páginas.
- A. Muceniece, R.Bruvere, D.Venskus, G.Feldmane. Orientación metodológica para el uso de Rigvir, sobre el uso de Larifan en oncología y para la prevención de la inmunodeficiencia secundaria. 2006, Jelgava: Aina Mucenieces Society for the Development of Cancer Immunotherapy.
- Libro científico traducido: IP Pavlov. Selección de empleo. Editorial Estatal de Letonia. Riga, 1952.
- Oncotropismo viral. Riga: Science, 1969, p. (Ruso)
- Virus para la terapia del cáncer. Estudios experimentales. Riga: Science, 1978, p. (Ruso)
- Aspectos inmunológicos del oncotropismo viral. Riga: Science, 1979, página 120 (en ruso).
- Heterogeneización de tumores. Riga: Science, 1980, p. (Ruso)
- Inmunología tumoral. Riga: Science, 1982, (Ruso)
- Estimulantes no específicos de la inmunoterapia tumoral. Riga: Science, 1985, (Ruso)
- Modulación de la inmunidad anticancerígena en el postoperatorio. Riga: Science, 1988, (Ruso)